# Reon Nozawa
Reon Nozawa (野澤 零温 Nozawa Reon?, nacido el 21 de julio de 2003 en Tokio) es un futbolista japonés que juega como delantero.
En 2019, Nozawa se unió al FC Tokyo de la J1 League.

## Trayectoria

### Clubes
| Club     | País  | Año    |
| -------- | ----- | ------ |
| FC Tokyo | Japón | 2019 - |

## Estadística de carrera

### J. League
| Club            | Año   | J. League | J. League | Copa J. League | Copa J. League | Total | Total |
| Club            | Año   | Part.     | Goles     | Part.          | Goles          | Part. | Goles |
| --------------- | ----- | --------- | --------- | -------------- | -------------- | ----- | ----- |
| FC Tokyo        | 2019  | 0         | 0         | 0              | 0              | 0     | 0     |
| FC Tokyo sub-23 | 2019  | 4         | 0         | -              | -              | 4     | 0     |
| Total           | Total | 4         | 0         | 0              | 0              | 4     | 0     |